# Voo Pan Am 202
O voo Pan Am 202 era uma linha aérea da empresa norte americana Pan Am que ligava a América do Sul aos Estados Unidos. No dia 28 de abril de 1952, um Boeing 377 que realizava essa linha aérea caiu na selva brasileira após uma falha mecânica ceifando a vida de todos os seus 50 ocupantes.

## Aeronave
Após a Segunda Guerra Mundial, houve um grande investimento na reconstrução da aviação comercial em todo o mundo. Para isso seriam necessárias milhares de 
aeronaves, de diversos tipos e para necessidades distintas. Enquanto que o Douglas DC-3 era largamente utilizado em voos de baixo custo e ou em localidades com pouca infraestrutura, havia um mercado pouco explorado de voos luxuosos intercontinentais. Por isso vários fabricantes desenvolveram projetos de aeronaves para atender esse mercado. A Lockheed lançou o Constellation, enquanto que a Douglas respondia com o DC-7. Para não ficar atrás das concorrentes, a Boeing preparou uma versão comercial do C-97. Essa versão foi chamada de 377 Stratocruiser e realizou seu primeiro voo em 8 de julho de 1947. Apesar do sucesso inicial, apenas 56 aeronaves foram construídas e a Boeing rapidamente perdeu mercado para a Lockheed e Douglas, voltando-se para o desenvolvimento de aeronaves a jato, quando retomou o mercado no final dos anos 1950.
A Pan Am iniciou a operação de suas primeiras aeronaves em 1949 e operou uma frota total de 28 Stratocruiser, tendo perdido 7 em acidentes. Cada aeronave custara para a Pan Am cerca de US$ 2 milhões. O Boeing 377 Stratocruiser foi empregado pela Pan Am em seus luxuosos voos intercontinentais, dentre os quais o Presidente, que ligava a América do Sul aos Estados Unidos. As 21 aeronaves remanescentes foram retiradas de serviço em 1961. 
O Boeing 377 Stratocruiser destruído no desastre do voo PA 202 havia sido fabricado em setembro de 1947 na fábrica da Boeing Plant 2 em King County, Washington, tendo recebido o registro N1039V, sendo batizado de Clipper Good Hope. 

## O Presidente
Os voos da Pan Am entre os Estados Unidos e a América do Sul foram criados no início dos anos 1930 e eram operados por hidroaviões. Esse panorama se manteve até a década seguinte, quando a Pan Am trocou os hidroaviões Sikorsky por Douglas DC-4. Em 1940, o voo entre Buenos Aires e Nova Iorque recebeu o código PA 202.
Para proporcionar uma viagem mais confortável e segura, a Pan Am criou o Presidente, exclusivo serviço de luxo da Pan Am (realizado pelos novos Boeing 377 Stratocruiser), que operou entre suas principais rotas, incluindo a ligação entre a América  do Sul e os Estados Unidos. O voo inaugural ocorreria em 4 de julho de 1950 em Buenos Aires, sendo uma das aeronaves empregadas batizada de Evita Perón. De Buenos Aires, o Presidente voava para o Rio de Janeiro, Port of Spain e terminava a rota em New York, sendo que mais tarde seria adicionada uma escala em Montevidéu. 
No serviço Presidente, o Stratocruiser era dotado de poltronas reclináveis do tipo Sleeepertime, além de um bar localizado no deck superior sobre a primeira classe. Voando a 580 km/h, o Presidente era sinônimo de conforto e luxo.

## Acidente
O Boeing 377 Stratocruisier prefixo N 1039V , batizado Clipper Good Hope, decolou do aeroporto de Buenos Aires às 18h 52 min (UTC) de 28 de abril de 1952, iniciando o voo 202. Após realizar suas escalas rotineiras em Montevidéu e Rio de Janeiro, onde pousou no aeroporto do Galeão a 1h05 min (GMT) de 29 de abril de 1952. Durante a viagem seriam relatados problemas nos sistemas elétricos e superaquecimento dos motores, que seriam alvo de inspeção no Rio, sendo a aeronave reparada. 
Após ser reabastecido e preparado para a longa viagem até Port of Spain, próxima escala até ao destino final, Nova Iorque, o Clipper Good Hope decolou às 22h43 min (hora local).
Era uma noite calma com bom tempo e o voo 202 seguia rotineiramente. Assim, o Clipper Good Hope solicitou autorização para voar diretamente a Port of Spain, deixando de seguir pelas aerovias convencionais para sobrevoar áreas inexploradas de floresta. Após ter sua autorização concedida, a aeronave sobrevoou regiões inóspitas dos estados de Goiás e Pará. Na madrugada de 29 de abril, o Clipper Good Hope, confirmara sua posição no radiofarol de Barreiras (Bahia) às 1h15 (horário local), tendo sido essa sua última comunicação com os controladores de tráfego aéreo. O Clipper Good Hope deveria confirmar na manhã de 29 de abril sua posição no radiofarol de Carolina, Maranhão, porém nenhuma mensagem foi enviada. O atraso do voo 202 preocupava a Pan Am e as autoridades, que declararam emergência após o Clipper Good Hope não ter chegado a Port of Spain.

## Buscas

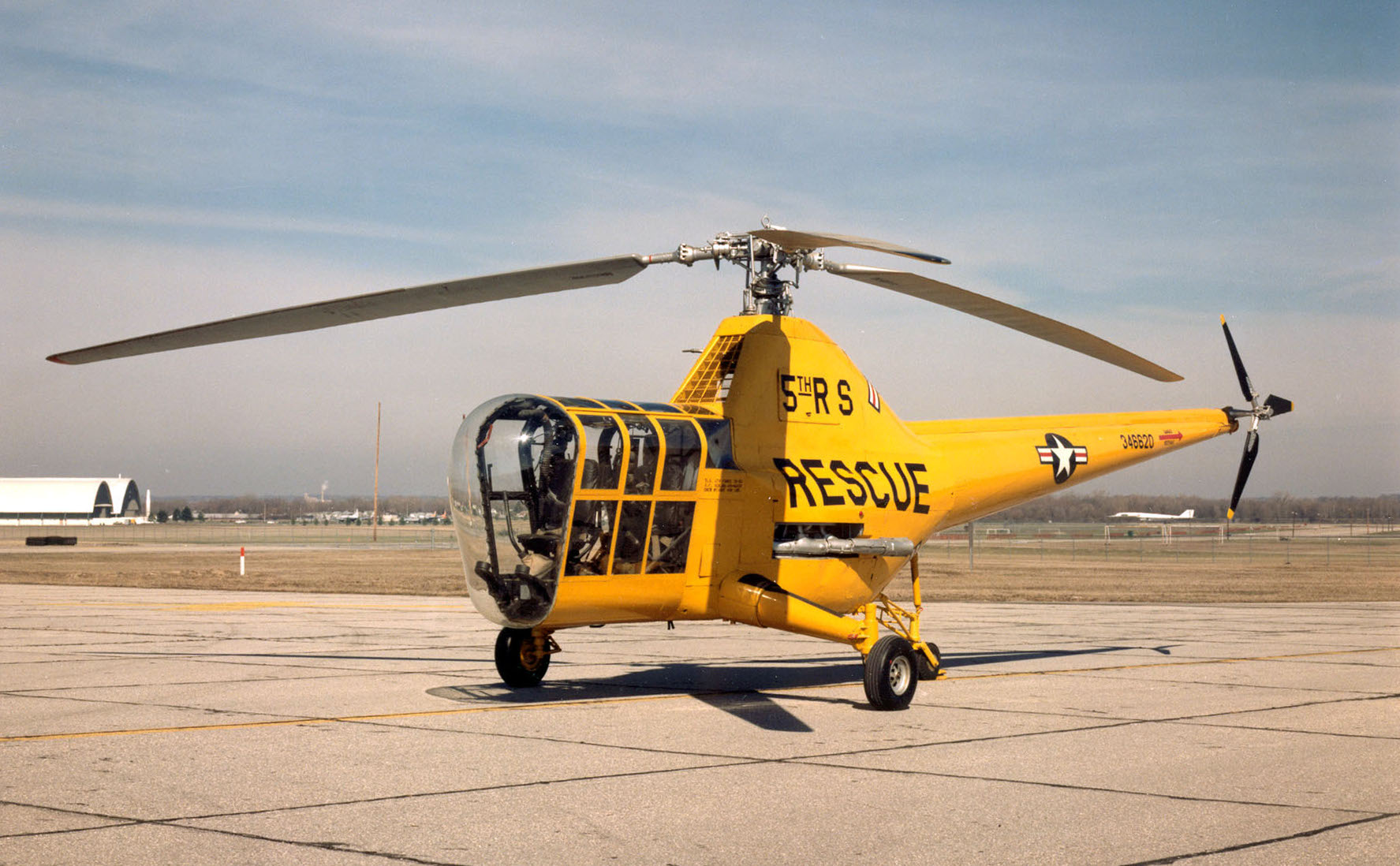
A USAF utilizou um helicóptero S-51 para auxiliar no resgate dos corpos.

Ainda em 29 de abril, a Força Aérea Brasileira e a Pan Am lançaram 17 aeronaves nos céus do sul do Pará em busca do Clipper Good Hope. No dia seguinte, o número de aeronaves envolvidas na operação chegou a 40, já contando com o apoio de aeronaves da Força Aérea dos Estados Unidos (USAF). Essa busca aérea pela aeronave foi encerrada no dia 1 de maio quando um Curtiss C-46 Comando da Pan Am descobriu os destroços do Clipper Good Hope, que abriram uma clareira de 25 m na floresta em uma região localizada a 440 km a sudoeste da cidade de Carolina, Maranhão. Após sobrevoar o local, membros de equipes de salvamento da USAF constataram que não haviam sobreviventes.
No Rio de Janeiro correram boatos de que o Clipper Good Hope transportava passageiros abastados que viajavam com diamantes e ou que uma explosão(causada por um carregamento de urânio) havia derrubado a aeronave. Esses boatos iniciaram uma verdadeira corrida aos destroços, movidas por aventureiros em busca de fortuna. Para evitar saques aos destroços, o governo brasileiro interditou o acesso à região do desastre

### Caravana de Solidariedade
O desastre com o Clipper Good Hope se tornou o assunto mais comentado da época. Alguns familiares das vítimas se recusaram a aceitar que todos os ocupantes da aeronave tinham perecido e criticaram a suposta demora das autoridades em resgatá-los. Aproveitando-se politicamente do desastre, Ademar de Barros e Lino de Matos se aproveitaram das esperanças dos parentes das vítimas e organizaram uma expedição de resgate chamada Caravana de Solidariedade. Com o apoio da direção da empresa Aerovias Brasil e da Força Pública de São Paulo, selecionaram 30 pessoas, sendo 14 militares da Força Pública que foram lançados de paraquedas de duas aeronaves cedidas pela Aerovias. Os civis que integravam o grupo receberam  a promessa de serem  recompensados com a posse de possíveis bens valiosos que se encontravam nas bagagens do Clipper Good Hope.
A caravana de Solidariedade partiria de São Paulo no dia 8 de maio com destino a Araguacema.  Os homens da expedição foram lançados de paraquedas e abriram clareiras na mata com bananas de dinamite. A cada barulho ouvido pelos seus homens na selva até então inexplorada, rajadas de tiros eram disparadas para todos os lados. Havia entre eles, o temor de serem atacados por onças, índios selvagens, etc. Inexperiente e pouco provida de equipamentos e suprimentos, a Caravana de Solidariedade causou mais preocupações para as autoridades do que a queda da própria aeronave.

### Expedição  oficial
A USAF e a FAB organizaram em conjunto com a Pan Am uma expedição para resgatar os corpos e coletar peças e dados para as investigações. Por conta do local da queda ser de mata fechada, só podia ser alcançado apenas por paraquedistas e picadas abertas na mata. Um grupo de homens da USAF levou motosserras para abrir uma clareira para permitir o pouso de um helicóptero trazido dos Estados Unidos, que facilitaria o transporte de corpos e peças da aeronave.
Ao iniciar a expedição oficial no dia 9, os militares foram informados que a Caravana de Solidariedade havia partido no dia anterior. Assim, os militares (que temiam saques aos destroços) intensificaram sua marcha para tentar chegar ao local antes dos expedicionários paulistas.
No dia 14 de maio, a expedição paulista chegou ao local do acidente, tendo recolhido corpos e demais pertences dos destroços sem autorização para tal. 

### Conflito

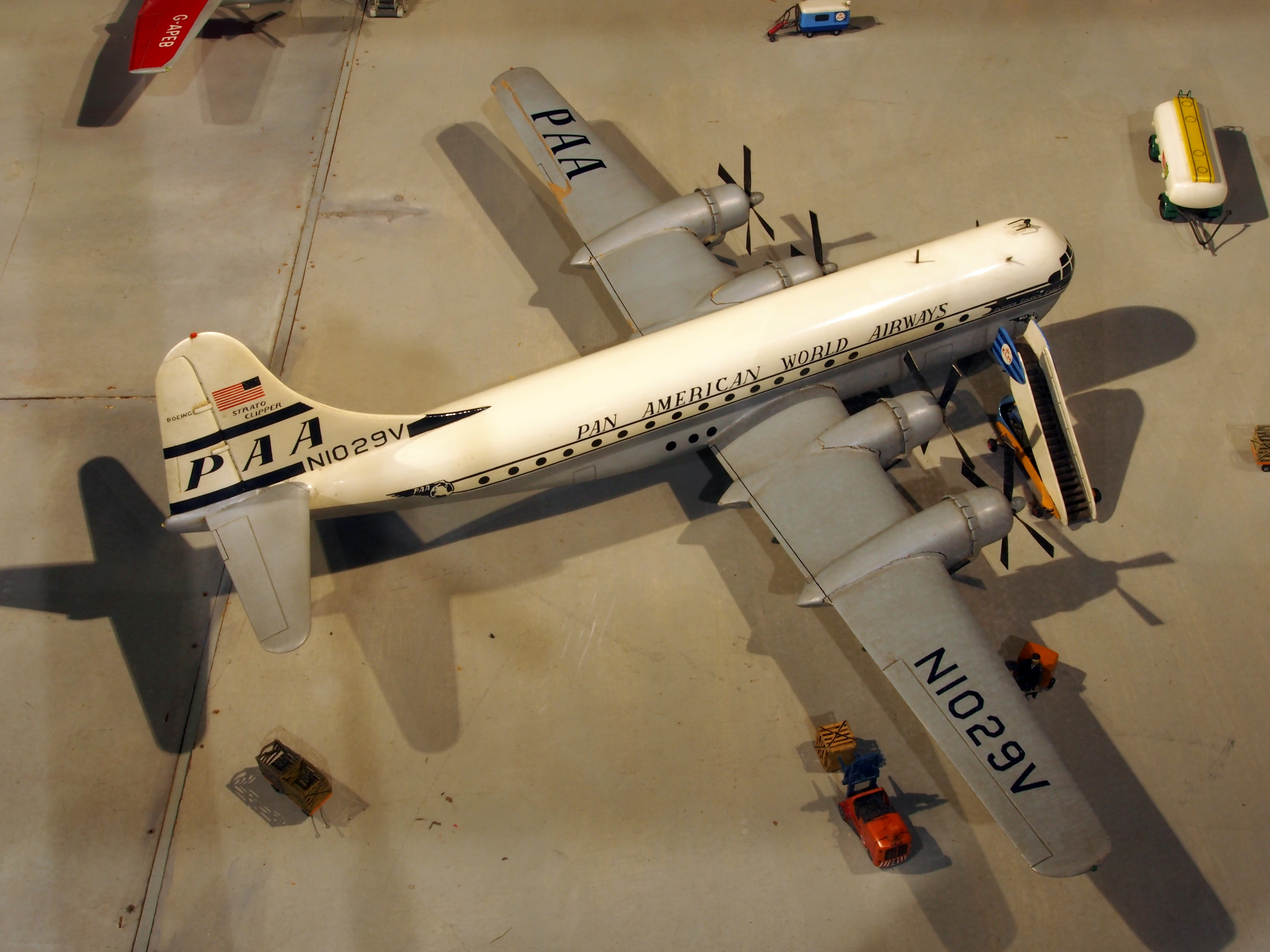
Réplica de um Stratocruiser. Segundo os investigadores, uma pane no motor nº 2 (próximo da fuselagem) causou um disparo de hélice. Desgovernado, o motor incendiou-se e sua hélice soltou-se do eixo principal, rasgou a fuselagem e causou uma descompressão explosiva que derrubou a aeronave.

Quando a expedição oficial da USAF-FAB chegou ao local, encontrou os membros da Caravana de Solidariedade vivendo em condições precárias. Os investigadores brasileiros e estado-unidenses conseguiram realizar seu trabalho com pouca interferência dos homens da Caravana. 
Para auxiliar os trabalhos da expedição oficial , a USAF enviou um helicóptero Sikorsky S-51 desmontado para o Brasil. Durante o processo de montagem, o eixo do rotor central foi danificado, impedindo o uso do helicóptero. Para utilizá-lo com restrições, foi efetuado um reparo emergencial até que novas peças fossem enviadas ao Brasil.
Ao final dos trabalhos de coleta de peças, fotos, bagagens e cadáveres, os membros da expedição oficial começaram a ser removidos da selva por meio do helicóptero da USAF, que transportava apenas um passageiro por vez, por conta de restrições técnicas causadas pelo problema ocorrido na montagem. Enquanto isso, os homens da Caravana estavam em situação cada vez pior, sem suprimentos e água potável, (obrigando a expedição oficial a dividir seus suprimentos com eles) e se revoltaram ao verem os membros da expedição oficial serem recolhidos aos poucos enquanto eles eram deixados para trás por conta de Ademar de Barros e os demais patrocinadores da caravana não terem providenciado auxílio algum para a retirada daqueles homens da selva.
Antes dos dois últimos oficiais da FAB e USAF serem removidos, os homens da Caravana realizaram um levante. Liderado por Lino de Matos, mantiveram os oficiais como reféns até que fossem removidos da selva. Após muita negociação, os revoltosos permitiram que apenas o oficial brasileiro fosse removido, deixando o seu colega estado-unidense como refém. A notícia de que brasileiros mantinham um oficial americano refém na selva amazônica correu o mundo, de forma que o governo brasileiro enviou fuzileiros navais para o Pará no intuito de libertar os reféns.
Para evitar o confronto, Lino de Matos negociou a rendição dos mesmos em troca do transporte da Caravana para a civilização. Assim, foi construída uma pista de pouso em uma clareira, permitindo o pouso de um Piper Super Cub, que transportou os últimos membros da Caravana no dia 28 de maio.

## Investigação

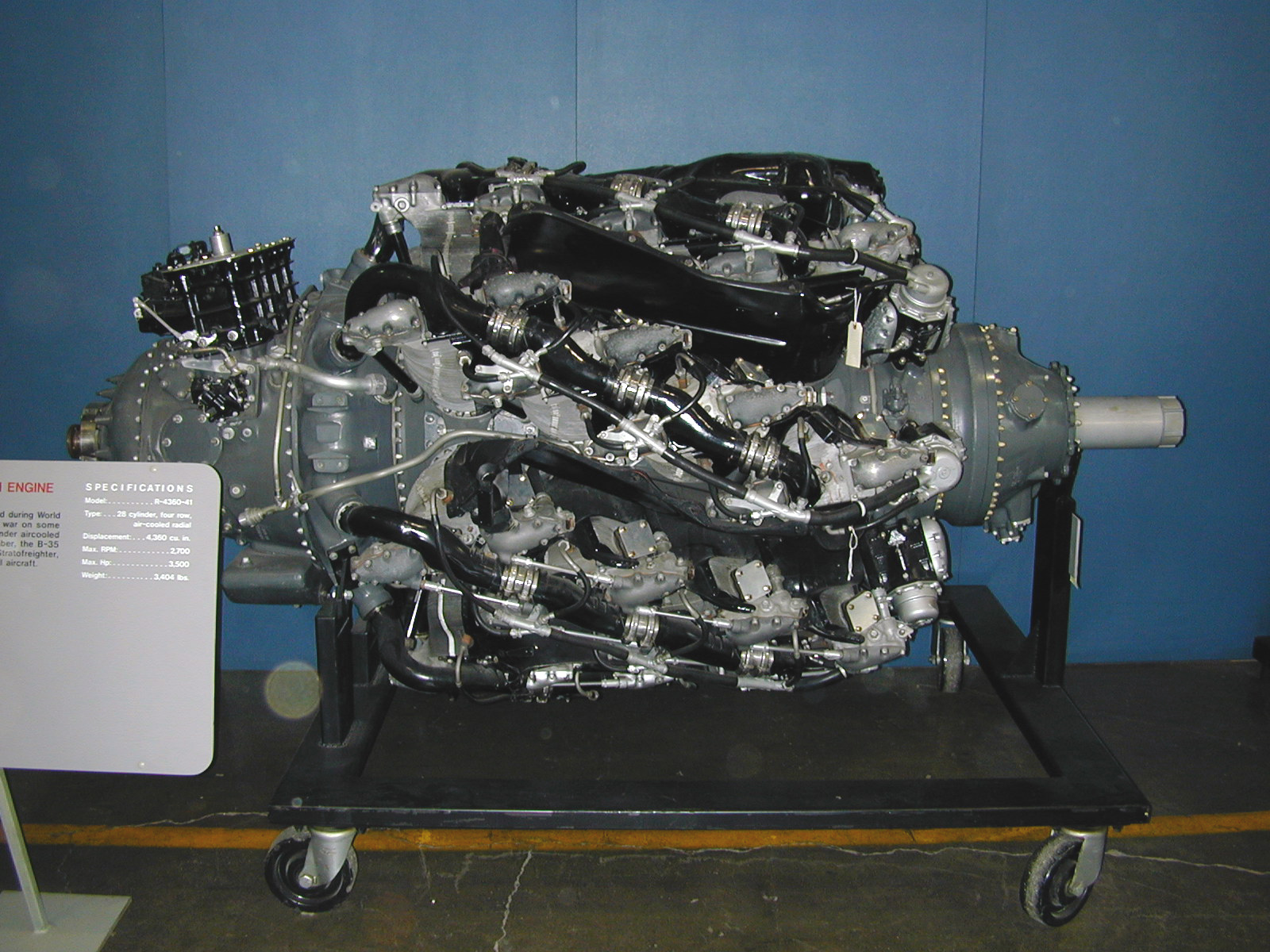
O Stratocruiser era propulsionado por quatro motores Pratt & Whitney R-4360 Wasp Major de 3500 hp.

A CAB liderou a comissão de investigação do acidente. Inicialmente, as poucas informações de testemunhas em terra indicavam que a aeronave explodira em pleno ar, hipótese inicialmente descartada. Baseada nos parcos destroços encontrados no local do acidente, estimou que a causa da queda foi um disparo de hélice sucedido por superaquecimento dos motores. Posteriormente, as pás da hélice escaparam da mesma e atingiram a fuselagem da aeronave.  Com o impacto, abriu-se um rombo na fuselagem e ocorreu um despressurização explosiva que acabou derrubando a aeronave. Os motores R-4360 Wasp sofriam frequentemente panes e superaquecimento, de forma que causaram um grande atraso no projeto do Stratocruiser.

## Consequências
Os restos mortais dos passageiros foram removidos e enterrados em um túmulo coletivo no Cemitério São Francisco Xavier no Rio de Janeiro, no dia 8 de agosto de 1952. Alguns meses depois, outro Stratocruiser sofreu um acidente, quando perdeu uma passageira em pleno voo. A aeronave sobrevoava o Rio quando sofreu um problema em uma de suas portas. Durante o voo a porta se abriu e uma passageira foi sugada para fora da aeronave, desaparecendo nas águas da Baía de Guanabara. Esse incidente forçou a Pan Am a substituir, nessa rota, os problemáticos Stratocruiser (transferidos para a rota do hemisfério norte) pelos novos Douglas DC-6 e DC-7. O indicativo de chamada do voo 202 desapareceu por volta de 1963, enquanto que a Pan Am manteve a rota entre Buenos Aires e Nova Iorque até o início dos anos 1990, quando a empresa decretou falência.
Apesar do acidente, a Pan Am batizou outras duas aeronaves nas décadas seguintes com o nome Clipper Good Hope.

## Nacionalidades
Os 50 ocupantes do Clipper Good Hope eram de nove nacionalidades diferentes:
| Nacionalidade | Tripulação | Passageiros | Total | Sobreviventes |
| ------------- | ---------- | ----------- | ----- | ------------- |
| Americanos    | 9          | 10          | 19    | 0             |
| brasileira    | –          | 13          | 13    | 0             |
| uruguaia      | –          | 10          | 10    | 0             |
| alemã         | –          | 2           | 2     | 0             |
| argentina     | –          | 2           | 2     | 0             |
| holandesa     | –          | 1           | 1     | 0             |
| canadense     | –          | 1           | 1     | 0             |
| francesa      | –          | 1           | 1     | 0             |
| romena        | –          | 1           | 1     | 0             |
| Total         | 9          | 41          | 50    | 0             |